# Isaac Earnshaw
Isaac Earnshaw, född 20 oktober 1859 i Pyrmont i New South Wales i Australien, död 1 maj 1914, var en australisk galopptränare, mest känd som tränare till Poseidon.

## Biografi
Earnshaw var den äldsta sonen till John, och Charlotte Rebecca Earnshaw, född Hurlston. Han började sin karriär inom hästsport som stallpojke vid "Orville", stallet som ägdes av W. Kelso. Han blev senare chef för stallet. Han arbetade sedan som tränare i Kogarah, och efterträdde F. W. Day som tränare vid Samuel Horderns stall på Botany Street i Randwick, 1893.
Earnshaw gjorde sig känd genom sin kunskap om avel, samt hans noggrannhet. Han var även framgångsrik att behandla skadade hästar, som bland annat Antonio och Sir Foote.
Trots att Earnshaw inte rökte var hans hälsa dålig, och han avled den 1 maj 1914 till följd av en bråckoperation.